# 台灣癲癇醫學會
台灣癲癇醫學會為台灣的醫學專科同業組織，創立於1990年的冬季，目標是提升在地的癲癇醫療技術。